# Équipe du Sénégal de football à la Coupe du monde 2022
L’équipe du Sénégal de football participe à la Coupe du monde de 2022 organisée au Qatar du 20 novembre au 18 décembre 2022. Il s'agit de la troisième participation des Lions, emmenés par Aliou Cissé. Ils atteignent les huitièmes de finale où ils sont éliminés par l'Angleterre (3-0).

## Qualifications

### Deuxième tour
Le Sénégal est exempté du premier tour de qualification. Au deuxième tour, il est placé dans le groupe H, en compagnie du Congo, de la Namibie et du Togo. Les Lions terminent facilement en tête du groupe, avec cinq victoires et un match nul en six rencontres.
| Rang | Équipe  | Pts | J | G | N | P | Bp | Bc | Diff |  | Résultats (▼ dom., ► ext.) |     |     |     |     |
| ---- | ------- | --- | - | - | - | - | -- | -- | ---- |  | -------------------------- | --- | --- | --- | --- |
| 1    | Sénégal | 16  | 6 | 5 | 1 | 0 | 15 | 4  | +11  |  | Sénégal                    |     | 2-0 | 4-1 | 2-0 |
| 2    | Togo    | 8   | 6 | 2 | 2 | 2 | 5  | 6  | -1   |  | Togo                       | 1-1 |     | 0-1 | 1-1 |
| 3    | Namibie | 5   | 6 | 1 | 2 | 3 | 5  | 10 | -5   |  | Namibie                    | 1-3 | 0-1 |     | 1-1 |
| 4    | Congo   | 3   | 6 | 0 | 3 | 3 | 5  | 10 | -5   |  | Congo                      | 1-3 | 1-2 | 1-1 |     |

| 1re journée                  | Sénégal | 2 - 0   | Togo |                                               |                                               |
| 1er septembre 2021 16h00 UTC | Mané 56e · A. Diallo 81e | (0 - 0) | | Stade Lat-Dior, Thiès Arbitrage : Sadok Selmi | Stade Lat-Dior, Thiès Arbitrage : Sadok Selmi |
| 1er septembre 2021 16h00 UTC | | Rapport | 79e Tchoutchoui · | Stade Lat-Dior, Thiès Arbitrage : Sadok Selmi | Stade Lat-Dior, Thiès Arbitrage : Sadok Selmi |
| 1er septembre 2021 16h00 UTC | É. Mendy - Ciss, Koulibaly , Mbaye (Baldé, 73e), A. Diallo - Gueye, Kouyaté (D. Lopy, 72e), Mané, P. Sarr (H. Diallo, 73e), I. Sarr (Ballo-Touré, 88e) - Dia (Sima, 82e) | Équipes | Barcola - Agbozo, Nadjombe (Placca, 64e), Tchoutchoui, Dakonam , Olufade - Henen (Denkey, 80e), Sunu (Tchakei, 57e), Aholou (Nya-Vedji, 57e), Eninful - Laba | Stade Lat-Dior, Thiès Arbitrage : Sadok Selmi | Stade Lat-Dior, Thiès Arbitrage : Sadok Selmi |

| 2e journée             | Congo | 1 - 3   | Sénégal |                                                                           |                                                                           |
| 7 septembre 2021 16h00 | Ganvoula 45+2e (pen.) | (1 - 1) | 27e Dia · 82e Sarr · 87e (pen.) Mané | Stade Alphonse-Massamba-Débat, Brazzaville Arbitrage : Mohamed Ali Moussa | Stade Alphonse-Massamba-Débat, Brazzaville Arbitrage : Mohamed Ali Moussa |
| 7 septembre 2021 16h00 | Mazikou 10e · Kibamba 72e · Makouta 78e · Mafoumbi 85e                                                                                                  | Rapport | 12e Ballo-Touré · 36e Mané · 45e Mbaye · 45+1e Koulibaly · | Stade Alphonse-Massamba-Débat, Brazzaville Arbitrage : Mohamed Ali Moussa | Stade Alphonse-Massamba-Débat, Brazzaville Arbitrage : Mohamed Ali Moussa |
| 7 septembre 2021 16h00 | Mafoumbi - Kibamba, Rozan, Tsouka, , Mazikou - Saint-Louis (Mbenza 87e), Makouta, Avounou - Ganvoula (Bahamboula 87e), Ndockyt (Tchibota 74e), Mboungou | Équipes | É. Mendy - Koulibaly , Ballo-Touré (Ciss 62e), Mbaye (Baldé 92e), A. Diallo - Gueye, Mané, Sima (Diatta 62e), J. Lopy (Name 92e), I. Sarr - Dia (Diedhiou 74e) | Stade Alphonse-Massamba-Débat, Brazzaville Arbitrage : Mohamed Ali Moussa | Stade Alphonse-Massamba-Débat, Brazzaville Arbitrage : Mohamed Ali Moussa |

| 3e journée               | Sénégal | 4 - 1   | Namibie |                                                          |                                                          |
| 9 octobre 2021 19h00 UTC | Gueye 10e · Diédhiou 38e · Mané 54e · Baldé 83e | (2-0)   | 75e Kamatuka | Stade Lat-Dior, Thiès Arbitrage : Kalilou Ibrahim Traoré | Stade Lat-Dior, Thiès Arbitrage : Kalilou Ibrahim Traoré |
| 9 octobre 2021 19h00 UTC | I. Sarr 73e | Rapport | 45+2e Hanamub · 60e Kambindu · 87e Fredericks · | Stade Lat-Dior, Thiès Arbitrage : Kalilou Ibrahim Traoré | Stade Lat-Dior, Thiès Arbitrage : Kalilou Ibrahim Traoré |
| 9 octobre 2021 19h00 UTC | É. Mendy - Ciss (Ballo-Touré, 89e), Koulibaly , B. Sarr, A. Diallo - Gueye, Kouyaté (N. Mendy, 71e), Mané, Diatta (Baldé, 49e), I. Sarr (Dieng, 88e) - Diédhiou (H. Diallo, 72e) | Équipes | Vries - Gebhardt, Hanamub, Hambira, Kamberipa (Horaeb, 46e) - Hoaseb (Fredericks 81e), Hotto, Katjiteo (Papama, 81e) - Kambindu (Kamatuka, 70e), Iimbondi (Stephanus, 46e), Shalulile | Stade Lat-Dior, Thiès Arbitrage : Kalilou Ibrahim Traoré | Stade Lat-Dior, Thiès Arbitrage : Kalilou Ibrahim Traoré |

| 4e journée            | Namibie | 1 - 3   | Sénégal |                                                                                        |                                                                                        |
| 12 octobre 2021 13h00 | Shalulile 27e | (1-1)   | 22e 51e 84e F. Diédhiou | Orlando Stadium, Johannesbourg (Afrique du Sud) Arbitrage : Athoumani Mohamed Youssouf | Orlando Stadium, Johannesbourg (Afrique du Sud) Arbitrage : Athoumani Mohamed Youssouf |
| 12 octobre 2021 13h00 | Petrus 45+3e · Horaeb 77e | Rapport | 73e Diallo · | Orlando Stadium, Johannesbourg (Afrique du Sud) Arbitrage : Athoumani Mohamed Youssouf | Orlando Stadium, Johannesbourg (Afrique du Sud) Arbitrage : Athoumani Mohamed Youssouf |
| 12 octobre 2021 13h00 | Kazapua - Gebhardt (Petrus, 44e (Handura, 46e)), Hanamub, Hambira, Horaeb - Hoaseb, Hotto (Shilongo, 85e), Stephanus (Kambindu 85e), Katjiteo, Shalulile - Kamatuka | Équipes | É. Mendy - Ciss (Ballo-Touré, 69e), Koulibaly , B. Sarr, A. Diallo - Gueye, Baldé (Dieng, 68e), Kouyaté, Mané, I. Sarr - Diédhiou (N. Mendy, 88e) | Orlando Stadium, Johannesbourg (Afrique du Sud) Arbitrage : Athoumani Mohamed Youssouf | Orlando Stadium, Johannesbourg (Afrique du Sud) Arbitrage : Athoumani Mohamed Youssouf |

| 5e journée       | Togo | 1 - 1   | Sénégal |                                              |                                              |
| 11 novembre 2021 | A. Cissé 45+1e (csc) | (1 - 0) | 90+3e H. Diallo | Stade de Kégué, Lomé Arbitrage : Jalal Jayed | Stade de Kégué, Lomé Arbitrage : Jalal Jayed |
| 11 novembre 2021 | Romao 39e · Agbozo 56e · Ouro-Gneni 89e | Rapport | | Stade de Kégué, Lomé Arbitrage : Jalal Jayed | Stade de Kégué, Lomé Arbitrage : Jalal Jayed |
| 11 novembre 2021 | Ouro-Gneni - Tchoutchoui, Agbozo, Dakonam, Atté - Nane (Tchakei, 57e) Romao (Atchou 67e), Akaté, Denkey (Klidje, 77e) - Placca (Aholou, 87e), Bebou (Henen, 67e) | Équipes | É. Mendy - Ciss, Koulibaly, A. Cissé (N. Mendy, 72e), B. Sarr - I. Sarr, I. Gueye, Mané (Dia 29e), Kouyaté, Diatta (H. Diallo 77e) - Diédhiou (Dieng, 72e) | Stade de Kégué, Lomé Arbitrage : Jalal Jayed | Stade de Kégué, Lomé Arbitrage : Jalal Jayed |

| 6e journée       | Sénégal         | 2 - 0   | Congo |                                                   |                                                   |
| 14 novembre 2021 | I. Sarr 14e 24e | (2 - 0) |       | Stade Lat-Dior, Thiès Arbitrage : Fabricio Duarte | Stade Lat-Dior, Thiès Arbitrage : Fabricio Duarte |
| 14 novembre 2021 | Rapport         |         |       | Stade Lat-Dior, Thiès Arbitrage : Fabricio Duarte | Stade Lat-Dior, Thiès Arbitrage : Fabricio Duarte |

### Troisième tour
Au troisième tour, le Sénégal est confronté à l'Égypte qu'il a battue un mois et demi plus tôt en finale de la CAN.
Les Pharaons remportent le match aller, sur un but contre son camp de Saliou Ciss en début de match.
Au retour, le Sénégal reçoit dans le nouveau stade Abdoulaye-Wade qui accueille son premier match officiel. Boulaye Dia ouvre rapidement le score. Le Sénégal s'impose finalement aux tirs au but (3-1).
| Aller                  | Égypte                         | 1 - 0          | Sénégal | | |
| 25 mars 2022 20h30 WAT | Ciss 4e (csc)                  | (1 - 0)        | | Stade international du Caire Le Caire, Égypte Arbitrage : Jean Jacques Ndala Ngambo Arbitres assistants : Olivier Safari Kabene Soulaimane Amaldine Quatrième arbitre : Boubou Traore Arbitre vidéo : Marco Di Bello (en) Arbitres assistants vidéo : Paolo Valeri (en) | Stade international du Caire Le Caire, Égypte Arbitrage : Jean Jacques Ndala Ngambo Arbitres assistants : Olivier Safari Kabene Soulaimane Amaldine Quatrième arbitre : Boubou Traore Arbitre vidéo : Marco Di Bello (en) Arbitres assistants vidéo : Paolo Valeri (en) |
| 25 mars 2022 20h30 WAT | Mah. Hamdy 31e · Trézéguet 78e | Rapport (FIFA) | 45e N. Mendy · | Stade international du Caire Le Caire, Égypte Arbitrage : Jean Jacques Ndala Ngambo Arbitres assistants : Olivier Safari Kabene Soulaimane Amaldine Quatrième arbitre : Boubou Traore Arbitre vidéo : Marco Di Bello (en) Arbitres assistants vidéo : Paolo Valeri (en) | Stade international du Caire Le Caire, Égypte Arbitrage : Jean Jacques Ndala Ngambo Arbitres assistants : Olivier Safari Kabene Soulaimane Amaldine Quatrième arbitre : Boubou Traore Arbitre vidéo : Marco Di Bello (en) Arbitres assistants vidéo : Paolo Valeri (en) |
| 25 mars 2022 20h30 WAT |                                | Équipes        | É. Mendy - Ciss, Koulibaly, B. Sarr, Diallo (PA Cissé, 14e) - I. Gueye, N. Mendy, Kouyaté (P. Gueye, 90e) - Mané, I. Sarr, Diédhiou (B. Dieng, 62e) | Stade international du Caire Le Caire, Égypte Arbitrage : Jean Jacques Ndala Ngambo Arbitres assistants : Olivier Safari Kabene Soulaimane Amaldine Quatrième arbitre : Boubou Traore Arbitre vidéo : Marco Di Bello (en) Arbitres assistants vidéo : Paolo Valeri (en) | Stade international du Caire Le Caire, Égypte Arbitrage : Jean Jacques Ndala Ngambo Arbitres assistants : Olivier Safari Kabene Soulaimane Amaldine Quatrième arbitre : Boubou Traore Arbitre vidéo : Marco Di Bello (en) Arbitres assistants vidéo : Paolo Valeri (en) |

| Retour                 | Sénégal                                   | 1 - 0 a. p. 3 - 1 t. a. b. | Égypte                             | | |
| 29 mars 2022 18h00 WAT | Dia 3e                                    | (1 - 0, 1 - 0)             |                                    | Stade Abdoulaye-Wade Diamniadio, Sénégal Arbitrage : Mustapha Ghorbal Arbitres assistants : Abdelhak Etchiali (no) Mokrane Gourari Quatrième arbitre : Mehdi Abid Charef | Stade Abdoulaye-Wade Diamniadio, Sénégal Arbitrage : Mustapha Ghorbal Arbitres assistants : Abdelhak Etchiali (no) Mokrane Gourari Quatrième arbitre : Mehdi Abid Charef |
| 29 mars 2022 18h00 WAT | Rapport (FIFA)                            |                            |                                    | Stade Abdoulaye-Wade Diamniadio, Sénégal Arbitrage : Mustapha Ghorbal Arbitres assistants : Abdelhak Etchiali (no) Mokrane Gourari Quatrième arbitre : Mehdi Abid Charef | Stade Abdoulaye-Wade Diamniadio, Sénégal Arbitrage : Mustapha Ghorbal Arbitres assistants : Abdelhak Etchiali (no) Mokrane Gourari Quatrième arbitre : Mehdi Abid Charef |
| 29 mars 2022 18h00 WAT | Koulibaly · Ciss · I. Sarr · Dieng · Mané | Tirs au but 3 - 1          | Salah · Zizo · El Sulaya · Mohamed | Stade Abdoulaye-Wade Diamniadio, Sénégal Arbitrage : Mustapha Ghorbal Arbitres assistants : Abdelhak Etchiali (no) Mokrane Gourari Quatrième arbitre : Mehdi Abid Charef | Stade Abdoulaye-Wade Diamniadio, Sénégal Arbitrage : Mustapha Ghorbal Arbitres assistants : Abdelhak Etchiali (no) Mokrane Gourari Quatrième arbitre : Mehdi Abid Charef |

## Préparation
Les Lions disputent deux matchs amicaux de préparation en Europe au mois de septembre 2022. Ils s'imposent facilement (2-0) le 24 septembre contre la Bolivie à Orléans. Trois jours plus tard, ils concèdent le nul (1-1) face à l'Iran en Autriche.
| Match amical      | Bolivie      | 0 - 2   | Sénégal |                                                                  |                                                                  |
| 24 septembre 2022 |              | (0 - 2) | 4e B. Dia · 44e (pen.) Mané | Stade de la Source, Orléans (France) Arbitrage : Bastien Dechepy | Stade de la Source, Orléans (France) Arbitrage : Bastien Dechepy |
| 24 septembre 2022 | Bejarano 33e |         | | Stade de la Source, Orléans (France) Arbitrage : Bastien Dechepy | Stade de la Source, Orléans (France) Arbitrage : Bastien Dechepy |
| 24 septembre 2022 |              | Équipes | Gomis - Ballo-Touré (Jakobs 85e), Diallo, Koulibaly, Name (F. Mendy 85e) - Mané, P. Gueye (I. Gueye 74e), PM Sarr, P. Ciss (N. Mendy 64e), Diatta (Seck 75e) - Dia (Dieng 64e) | Stade de la Source, Orléans (France) Arbitrage : Bastien Dechepy | Stade de la Source, Orléans (France) Arbitrage : Bastien Dechepy |

| Match amical      | Iran        | 1 – 1   | Sénégal |                                                                    |                                                                    |
| 27 septembre 2022 | Azmoun 64e  | (0 - 0) | 55e (csc) Pouraliganji | BSFZ-Arena, Maria Enzersdorf (Autriche) Arbitrage : Harald Lechner | BSFZ-Arena, Maria Enzersdorf (Autriche) Arbitrage : Harald Lechner |
| 27 septembre 2022 | Ghoddos 84e |         | 33e I. Gueye · | BSFZ-Arena, Maria Enzersdorf (Autriche) Arbitrage : Harald Lechner | BSFZ-Arena, Maria Enzersdorf (Autriche) Arbitrage : Harald Lechner |
| 27 septembre 2022 |             | Équipes | S. Dieng - F. Mendy, Koulibaly, PA Cissé, Jakobs - N. Mendy (PM Sarr 76e), I. Gueye - Diatta (B. Dieng 76e), Mané, I. Sarr (I. Ndiaye, 87e), Dia (Kouyaté 63e) | BSFZ-Arena, Maria Enzersdorf (Autriche) Arbitrage : Harald Lechner | BSFZ-Arena, Maria Enzersdorf (Autriche) Arbitrage : Harald Lechner |

Les joueurs sénégalais arrivent à Doha le 14 novembre, une semaine avant leur premier match. Compte-tenu du calendrier resserré, ils ne passent pas par le Sénégal mais partent directement de Paris, la grande majorité des joueurs évoluant en Europe. Le 20 novembre, quelques heures avant la cérémonie d'ouverture, le président Macky Sall remet le drapeau au capitaine Kalidou Koulibaly.

## Compétition

### Tirage au sort
Le tirage au sort a été effectué le 1er avril 2022 au Centre des expositions de Doha. Le Sénégal, 20e nation au classement FIFA au 31 mars 2022, est placé dans le chapeau 3. Le tirage au sort le place dans le groupe A en compagnie du Qatar (chapeau 1 en tant que pays-hôte, 50e au classement FIFA), des Pays-Bas (chapeau 2, 10e) et de l'Équateur (chapeau 4, 46e).

### Effectif
Une préliste d'une quarantaine de joueurs a été envoyée à la FIFA le 21 octobre 2022. Aliou Cissé annonce la liste finale des 26 joueurs le 11 novembre. Sadio Mané, incertain après être sorti sur blessure d'un match de championnat quelques jours plus tôt, est retenu. En revanche, Bouna Sarr, opéré quelques semaines plus tôt d'un tendon rotulien, et Keita Baldé, suspendu pour violation d'un contrôle antidopage, sont logiquement absents. Six autres joueurs sacrés champions d'Afrique en début d'année ne sont pas retenus : Saliou Ciss, Alioune Badara Faty, Joseph Lopy, Mame Baba Thiam, Abdoulaye Seck et Habib Diallo.
Sadio Mané déclare finalement forfait le 17 novembre, sa blessure n'ayant pas évolué favorablement.
Le 19 novembre, la fédération sénégalaise annonce que Ismail Jakobs, d'origine allemande, ne sera pas disponible au moins pour le 1er match, sa naturalisation sportive n'ayant pas encore été validée par la FIFA. Le lendemain Moussa Ndiaye est appelé pour le remplacer, même s'il prend officiellement la place de Sadio Mané.

### Premier tour
|   | Équipe   | Pts | J | G | N | P | Bp | Bc | Diff |
| 1 | Pays-Bas | 7   | 3 | 2 | 1 | 0 | 5  | 1  | +4   |
| 2 | Sénégal  | 6   | 3 | 2 | 0 | 1 | 5  | 4  | +1   |
| 3 | Équateur | 4   | 3 | 1 | 1 | 1 | 4  | 3  | +1   |
| 4 | Qatar    | 0   | 3 | 0 | 0 | 3 | 1  | 7  | -6   |

| 1  | 20 novembre 2022 | Qatar    | 0 - 2 | Équateur |
| 2  | 21 novembre 2022 | Sénégal  | 0 - 2 | Pays-Bas |
| 18 | 25 novembre 2022 | Qatar    | 1 - 3 | Sénégal  |
| 19 | 25 novembre 2022 | Pays-Bas | 1 - 1 | Équateur |
| 35 | 29 novembre 2022 | Équateur | 1 - 2 | Sénégal  |
| 36 | 29 novembre 2022 | Pays-Bas | 2 - 0 | Qatar    |

#### Sénégal - Pays-Bas
Dans une première rencontre équilibrée, le Sénégal s'incline en concédant deux buts en fin de match, par Cody Gakpo (84e) et Davy Klaassen (98e). La rencontre est également marquée par les sorties sur blessures d'Abdou Diallo et Cheikhou Kouyaté.
| Match 2                                                      | Sénégal | 0 - 2   | Pays-Bas                              | Stade Al-Thumama, Doha                                                    |                                                                           |
| 21 novembre 2022 · 19:00 (UTC+3) · Historique des rencontres |         | (0 - 0) | 84e Gakpo (de Jong ) · 90+9e Klaassen | Spectateurs : 41 721 Arbitrage : Wilton Sampaio Arbitre vidéo : Juan Soto | Spectateurs : 41 721 Arbitrage : Wilton Sampaio Arbitre vidéo : Juan Soto |
| 21 novembre 2022 · 19:00 (UTC+3) · Historique des rencontres | Rapport |         |                                       | Spectateurs : 41 721 Arbitrage : Wilton Sampaio Arbitre vidéo : Juan Soto | Spectateurs : 41 721 Arbitrage : Wilton Sampaio Arbitre vidéo : Juan Soto |

| Sénégal | Pays-Bas |

| SÉNÉGAL :       |    |                   |       |     |
|                 |    |                   |       |     |
| Gardien de but  | 16 | Édouard Mendy     |       |     |
|                 | 22 | Abdou Diallo      |       | 62e |
|                 | 04 | Pape Abou Cissé   |       |     |
|                 | 03 | Kalidou Koulibaly |       |     |
|                 | 21 | Youssouf Sabaly   |       |     |
|                 | 05 | Idrissa Gueye     | 90+6e |     |
|                 | 08 | Cheikhou Kouyaté  |       | 73e |
|                 | 06 | Nampalys Mendy    | 90+4e |     |
|                 | 18 | Ismaïla Sarr      |       |     |
|                 | 09 | Boulaye Dia       |       | 69e |
|                 | 15 | Krépin Diatta     |       | 74e |
| Remplaçants :   |    |                   |       |     |
|                 | 14 | Ismail Jakobs     |       | 62e |
|                 | 20 | Bamba Dieng       |       | 69e |
|                 | 26 | Pape Gueye        |       | 73e |
|                 | 07 | Nicolas Jackson   |       | 74e |
| Sélectionneur : |    |                   |       |     |
| Aliou Cissé     |    |                   |       |     |

| PAYS-BAS :      |    |                  |     |       |
|                 |    |                  |     |       |
| Gardien de but  | 23 | Andries Noppert  |     |       |
|                 | 17 | Daley Blind      |     |       |
|                 | 05 | Nathan Aké       |     |       |
|                 | 04 | Virgil van Dijk  |     |       |
|                 | 03 | Matthijs de Ligt | 56e |       |
|                 | 22 | Denzel Dumfries  |     |       |
|                 | 21 | Frenkie de Jong  |     |       |
|                 | 08 | Cody Gakpo       |     | 90+4e |
|                 | 11 | Steven Berghuis  |     | 79e   |
|                 | 07 | Steven Bergwijn  |     | 79e   |
|                 | 18 | Vincent Janssen  |     | 62e   |
| Remplaçants :   |    |                  |     |       |
|                 | 10 | Memphis Depay    |     | 62e   |
|                 | 14 | Davy Klaassen    |     | 79e   |
|                 | 20 | Teun Koopmeiners |     | 79e   |
|                 | 15 | Marten de Roon   |     | 90+4e |
| Sélectionneur : |    |                  |     |       |
| Louis van Gaal  |    |                  |     |       |

| Assistants : Bruno Boschilia Bruno Pires Quatrième arbitre : Andrés Matonte Assistants arbitre vidéo : Nicolás Gallo Diego Bonfá Mauro Vigliano Homme du Match : Cody Gakpo |

#### Qatar - Sénégal
| Match 18                                                     | Qatar                   | 1 - 3   | Sénégal                                                      | Stade Al-Thumama, Doha                                                            |                                                                                   |
| 25 novembre 2022 · 16:00 (UTC+3) · Historique des rencontres | ( Mohammad) Muntari 78e | (0 - 1) | 41e Dia · 48e Diédhiou (Jakobs ) · 84e B. Dieng (I. Ndiaye ) | Spectateurs : 41 797 Arbitrage : Antonio Mateu Lahoz Arbitre vidéo : Drew Fischer | Spectateurs : 41 797 Arbitrage : Antonio Mateu Lahoz Arbitre vidéo : Drew Fischer |
| 25 novembre 2022 · 16:00 (UTC+3) · Historique des rencontres | Rapport                 |         |                                                              | Spectateurs : 41 797 Arbitrage : Antonio Mateu Lahoz Arbitre vidéo : Drew Fischer | Spectateurs : 41 797 Arbitrage : Antonio Mateu Lahoz Arbitre vidéo : Drew Fischer |

| Qatar | Sénégal |

| QATAR :           |    |                   |       |     |
|                   |    |                   |       |     |
| Gardien de but    | 22 | Meshaal Barsham   |       |     |
|                   | 14 | Homam Ahmed       | 45+2e | 83e |
|                   | 03 | Abdelkarim Hassan |       |     |
|                   | 16 | Boualem Khoukhi   |       |     |
|                   | 17 | Ismaeel Mohammad  | 20e   |     |
|                   | 02 | Ró-Ró             |       | 83e |
|                   | 23 | Assim Madibo      | 90+1e |     |
|                   | 12 | Karim Boudiaf     |       | 69e |
|                   | 10 | Hassan Al Haydos  |       | 74e |
|                   | 11 | Akram Afif        |       |     |
|                   | 19 | Almoez Ali        |       |     |
| Remplaçants :     |    |                   |       |     |
|                   | 06 | Abdulaziz Hatem   |       | 69e |
|                   | 09 | Mohammed Muntari  |       | 74e |
|                   | 04 | Mohammed Waad     |       | 83e |
|                   | 05 | Tarek Salman      |       | 83e |
| Sélectionneur :   |    |                   |       |     |
| Félix Sánchez Bas |    |                   |       |     |

| SÉNÉGAL :       |    |                   |     |     |
|                 |    |                   |     |     |
| Gardien de but  | 16 | Édouard Mendy     |     |     |
|                 | 22 | Abdou Diallo      |     |     |
|                 | 14 | Ismail Jakobs     | 52e | 78e |
|                 | 03 | Kalidou Koulibaly |     |     |
|                 | 21 | Youssouf Sabaly   |     |     |
|                 | 06 | Nampalys Mendy    |     | 78e |
|                 | 05 | Idrissa Gueye     |     |     |
|                 | 18 | Ismaïla Sarr      |     | 74e |
|                 | 19 | Famara Diédhiou   |     | 74e |
|                 | 15 | Krépin Diatta     |     | 64e |
|                 | 09 | Boulaye Dia       | 30e |     |
| Remplaçants :   |    |                   |     |     |
|                 | 11 | Pathé Ciss        | 87e | 64e |
|                 | 13 | Iliman Ndiaye     |     | 74e |
|                 | 20 | Bamba Dieng       |     | 74e |
|                 | 04 | Pape Abou Cissé   |     | 78e |
|                 | 17 | Pape Matar Sarr   |     | 78e |
| Sélectionneur : |    |                   |     |     |
| Aliou Cissé     |    |                   |     |     |

| Assistants : Pau Cebrián Devís Roberto Díaz Pérez del Palomar Quatrième arbitre : Kevin Ortega Assistants arbitre vidéo : Fernando Guerrero Nicolás Taran Adil Zourak Homme du Match : Boulaye Dia |

#### Équateur - Sénégal
Pour leur dernier match de poule, les Lions sont quasiment dans l'obligation de s'imposer face à l'Équateur.
A la fin d'une première mi-temps dominée par le Sénégal, Ismaïla Sarr obtient un pénalty qu'il transforme (44e). En milieu de seconde mi-temps, Moisés Caicedo égalise sur corner (68e). Le capitaine Kalidou Koulibaly redonne l'avantage deux minutes plus tard en reprenant un coup franc (70e). Les sénégalais tiennent ensuite ce score de 2-1 et se qualifient pour les huitièmes de finale pour la deuxième fois de leur histoire.
| Match 35                                                     | Équateur              | 1 - 2   | Sénégal                            | Stade international de Khalifa, Doha                                           |                                                                                |
| 29 novembre 2022 · 18:00 (UTC+3) · Historique des rencontres | ( Torres) Caicedo 68e | (0 - 1) | 44e (pen.) I. Sarr · 70e Koulibaly | Spectateurs : 44 569 Arbitrage : Clément Turpin Arbitre vidéo : Jérôme Brisard | Spectateurs : 44 569 Arbitrage : Clément Turpin Arbitre vidéo : Jérôme Brisard |
| 29 novembre 2022 · 18:00 (UTC+3) · Historique des rencontres | Rapport               |         |                                    | Spectateurs : 44 569 Arbitrage : Clément Turpin Arbitre vidéo : Jérôme Brisard | Spectateurs : 44 569 Arbitrage : Clément Turpin Arbitre vidéo : Jérôme Brisard |

| Équateur | Sénégal |

| ÉQUATEUR :      |    |                  |  |     |
|                 |    |                  |  |     |
| Gardien de but  | 01 | Hernán Galíndez  |  |     |
|                 | 07 | Pervis Estupiñán |  |     |
|                 | 03 | Piero Hincapié   |  |     |
|                 | 02 | Félix Torres     |  |     |
|                 | 17 | Ángelo Preciado  |  | 85e |
|                 | 08 | Carlos Gruezo    |  | 46e |
|                 | 23 | Moisés Caicedo   |  |     |
|                 | 21 | Alan Franco      |  | 46e |
|                 | 13 | Enner Valencia   |  |     |
|                 | 11 | Michael Estrada  |  | 64e |
|                 | 19 | Gonzalo Plata    |  |     |
| Remplaçants :   |    |                  |  |     |
|                 | 05 | José Cifuentes   |  | 46e |
|                 | 16 | Jeremy Sarmiento |  | 46e |
|                 | 24 | Djorkaeff Reasco |  | 64e |
|                 | 25 | Jackson Porozo   |  | 85e |
| Sélectionneur : |    |                  |  |     |
| Gustavo Alfaro  |    |                  |  |     |

| SÉNÉGAL :       |    |                   |     |       |
|                 |    |                   |     |       |
| Gardien de but  | 16 | Édouard Mendy     |     |       |
|                 | 14 | Ismail Jakobs     |     |       |
|                 | 22 | Abdou Diallo      |     |       |
|                 | 03 | Kalidou Koulibaly |     |       |
|                 | 21 | Youssouf Sabaly   |     |       |
|                 | 11 | Pathé Ciss        |     | 74e   |
|                 | 26 | Pape Gueye        |     |       |
|                 | 05 | Idrissa Gueye     | 66e |       |
|                 | 18 | Ismaïla Sarr      |     |       |
|                 | 09 | Boulaye Dia       |     | 90+5e |
|                 | 13 | Iliman Ndiaye     |     | 74e   |
| Remplaçants :   |    |                   |     |       |
|                 | 06 | Nampalys Mendy    |     | 74e   |
|                 | 20 | Bamba Dieng       |     | 74e   |
|                 | 04 | Pape Abou Cissé   |     | 90+5e |
| Sélectionneur : |    |                   |     |       |
| Aliou Cissé     |    |                   |     |       |

| Assistants : Nicolas Danos Cyril Gringore Quatrième arbitre : István Kovács Assistants arbitre vidéo : Benoît Millot Ciro Carbone Drew Fischer Homme du Match : Kalidou Koulibaly |

### Huitième de finale

#### Angleterre - Sénégal
| Match 52                      | Angleterre                                                            | 3 - 0   | Sénégal | Stade Al-Bayt, Al-Khor                                                    |                                                                           |
| 4 décembre 2022 22h00 (UTC+3) | ( Bellingham) Henderson 38e · ( Foden) Kane 45+3e · ( Foden) Saka 57e | (2 - 0) |         | Spectateurs : 65 985 Arbitrage : Iván Barton Arbitre vidéo : Drew Fischer | Spectateurs : 65 985 Arbitrage : Iván Barton Arbitre vidéo : Drew Fischer |
| 4 décembre 2022 22h00 (UTC+3) | Rapport                                                               |         |         | Spectateurs : 65 985 Arbitrage : Iván Barton Arbitre vidéo : Drew Fischer | Spectateurs : 65 985 Arbitrage : Iván Barton Arbitre vidéo : Drew Fischer |

| Angleterre | Sénégal |

| ANGLETERRE :     |    |                  |  |     |
|                  |    |                  |  |     |
| Gardien de but   | 01 | Jordan Pickford  |  |     |
|                  | 03 | Luke Shaw        |  |     |
|                  | 06 | Harry Maguire    |  |     |
|                  | 05 | John Stones      |  | 76e |
|                  | 02 | Kyle Walker      |  |     |
|                  | 04 | Declan Rice      |  |     |
|                  | 22 | Jude Bellingham  |  | 76e |
|                  | 08 | Jordan Henderson |  | 82e |
|                  | 20 | Phil Foden       |  | 65e |
|                  | 09 | Harry Kane       |  |     |
|                  | 17 | Bukayo Saka      |  | 65e |
| Remplaçants :    |    |                  |  |     |
|                  | 11 | Marcus Rashford  |  | 65e |
|                  | 07 | Jack Grealish    |  | 65e |
|                  | 19 | Mason Mount      |  | 76e |
|                  | 15 | Eric Dier        |  | 76e |
|                  | 14 | Kalvin Phillips  |  | 82e |
| Sélectionneur :  |    |                  |  |     |
| Gareth Southgate |    |                  |  |     |

| SÉNÉGAL :       |    |                   |     |     |
|                 |    |                   |     |     |
| Gardien de but  | 16 | Édouard Mendy     |     |     |
|                 | 14 | Ismail Jakobs     |     | 84e |
|                 | 22 | Abdou Diallo      |     |     |
|                 | 03 | Kalidou Koulibaly | 76e |     |
|                 | 21 | Youssouf Sabaly   |     |     |
|                 | 15 | Krépin Diatta     |     | 46e |
|                 | 11 | Pathé Ciss        |     | 46e |
|                 | 06 | Nampalys Mendy    |     |     |
|                 | 18 | Ismaïla Sarr      |     |     |
|                 | 13 | Iliman Ndiaye     |     | 46e |
|                 | 09 | Boulaye Dia       |     | 72e |
| Remplaçants :   |    |                   |     |     |
|                 | 17 | Pape Matar Sarr   |     | 46e |
|                 | 20 | Bamba Dieng       |     | 46e |
|                 | 26 | Pape Gueye        |     | 46e |
|                 | 19 | Famara Diédhiou   |     | 72e |
|                 | 12 | Fodé Ballo-Touré  |     | 84e |
| Sélectionneur : |    |                   |     |     |
| Aliou Cissé     |    |                   |     |     |

| Assistants : David Morán Kathryn Nesbitt Quatrième arbitre : Saíd Martínez Assistants arbitre vidéo : Armando Villarreal Ashley Beecham Nicolás Gallo Homme du Match : Harry Kane |

## Statistiques

### Temps de jeu
| Joueur               | |    |    |    | TT | But inscrit | Passe décisive | MJ | MT | Légende |
| -------------------- | --- | -- | -- | -- | -- | ----------- | -------------- | -- | -- | ------- |
| Gardiens             | Abréviations et symboles : · TT : Total de minutes jouées · MJ : Nombre de matchs joués · MT : Matchs joués en tant que titulaire · : but · : passe décisive · : joueur entré · : joueur remplacé · : capitaine · : carton jaune · : carton rouge · |    |    |    |    |             |                |    |    |         |
| Seny Dieng           | Abréviations et symboles : · TT : Total de minutes jouées · MJ : Nombre de matchs joués · MT : Matchs joués en tant que titulaire · : but · : passe décisive · : joueur entré · : joueur remplacé · : capitaine · : carton jaune · : carton rouge · | -  | -  | -  | -  | -           | -              | -  | -  | -       |
| Alfred Gomis         | Abréviations et symboles : · TT : Total de minutes jouées · MJ : Nombre de matchs joués · MT : Matchs joués en tant que titulaire · : but · : passe décisive · : joueur entré · : joueur remplacé · : capitaine · : carton jaune · : carton rouge · | -  | -  | -  | -  | -           | -              | -  | -  | -       |
| Édouard Mendy        | Abréviations et symboles : · TT : Total de minutes jouées · MJ : Nombre de matchs joués · MT : Matchs joués en tant que titulaire · : but · : passe décisive · : joueur entré · : joueur remplacé · : capitaine · : carton jaune · : carton rouge · | 90 | 90 | 90 | 90 | 360         | -              | -  | 4  | 4       |
| Défenseurs           | Abréviations et symboles : · TT : Total de minutes jouées · MJ : Nombre de matchs joués · MT : Matchs joués en tant que titulaire · : but · : passe décisive · : joueur entré · : joueur remplacé · : capitaine · : carton jaune · : carton rouge · |    |    |    |    |             |                |    |    |         |
| Fodé Ballo-Touré     | Abréviations et symboles : · TT : Total de minutes jouées · MJ : Nombre de matchs joués · MT : Matchs joués en tant que titulaire · : but · : passe décisive · : joueur entré · : joueur remplacé · : capitaine · : carton jaune · : carton rouge · | -  | -  | -  | 6  | 6           | -              | -  | 1  | -       |
| Pape Abou Cissé      | Abréviations et symboles : · TT : Total de minutes jouées · MJ : Nombre de matchs joués · MT : Matchs joués en tant que titulaire · : but · : passe décisive · : joueur entré · : joueur remplacé · : capitaine · : carton jaune · : carton rouge · | 90 | 12 | 0  | -  | 102         | -              | -  | 3  | 1       |
| Abdou Diallo         | Abréviations et symboles : · TT : Total de minutes jouées · MJ : Nombre de matchs joués · MT : Matchs joués en tant que titulaire · : but · : passe décisive · : joueur entré · : joueur remplacé · : capitaine · : carton jaune · : carton rouge · | 62 | 90 | 90 | 90 | 232         | -              | -  | 4  | 4       |
| Ismail Jakobs        | Abréviations et symboles : · TT : Total de minutes jouées · MJ : Nombre de matchs joués · MT : Matchs joués en tant que titulaire · : but · : passe décisive · : joueur entré · : joueur remplacé · : capitaine · : carton jaune · : carton rouge · | 28 | 78 | 90 | 84 | 280         | -              | 1  | 4  | 3       |
| Kalidou Koulibaly    | Abréviations et symboles : · TT : Total de minutes jouées · MJ : Nombre de matchs joués · MT : Matchs joués en tant que titulaire · : but · : passe décisive · : joueur entré · : joueur remplacé · : capitaine · : carton jaune · : carton rouge · | 90 | 90 | 90 | 90 | 360         | 1              | -  | 4  | 4       |
| Formose Mendy        | Abréviations et symboles : · TT : Total de minutes jouées · MJ : Nombre de matchs joués · MT : Matchs joués en tant que titulaire · : but · : passe décisive · : joueur entré · : joueur remplacé · : capitaine · : carton jaune · : carton rouge · | -  | -  | -  | -  | -           | -              | -  | -  | -       |
| Youssouf Sabaly      | Abréviations et symboles : · TT : Total de minutes jouées · MJ : Nombre de matchs joués · MT : Matchs joués en tant que titulaire · : but · : passe décisive · : joueur entré · : joueur remplacé · : capitaine · : carton jaune · : carton rouge · | 90 | 90 | 90 | 90 | 360         | -              | -  | 4  | 4       |
| Moussa Ndiaye        | Abréviations et symboles : · TT : Total de minutes jouées · MJ : Nombre de matchs joués · MT : Matchs joués en tant que titulaire · : but · : passe décisive · : joueur entré · : joueur remplacé · : capitaine · : carton jaune · : carton rouge · | -  | -  | -  | -  | -           | -              | -  | -  | -       |
| Milieux              | Abréviations et symboles : · TT : Total de minutes jouées · MJ : Nombre de matchs joués · MT : Matchs joués en tant que titulaire · : but · : passe décisive · : joueur entré · : joueur remplacé · : capitaine · : carton jaune · : carton rouge · |    |    |    |    |             |                |    |    |         |
| Pathé Ciss           | Abréviations et symboles : · TT : Total de minutes jouées · MJ : Nombre de matchs joués · MT : Matchs joués en tant que titulaire · : but · : passe décisive · : joueur entré · : joueur remplacé · : capitaine · : carton jaune · : carton rouge · | -  | 26 | 74 | 46 | 146         | -              | -  | 3  | 2       |
| Krépin Diatta        | Abréviations et symboles : · TT : Total de minutes jouées · MJ : Nombre de matchs joués · MT : Matchs joués en tant que titulaire · : but · : passe décisive · : joueur entré · : joueur remplacé · : capitaine · : carton jaune · : carton rouge · | 74 | 64 | -  | 46 | 184         | -              | -  | 3  | 3       |
| Idrissa Gueye        | Abréviations et symboles : · TT : Total de minutes jouées · MJ : Nombre de matchs joués · MT : Matchs joués en tant que titulaire · : but · : passe décisive · : joueur entré · : joueur remplacé · : capitaine · : carton jaune · : carton rouge · | 90 | 90 | 90 | -  | 270         | -              | -  | 3  | 3       |
| Pape Gueye           | Abréviations et symboles : · TT : Total de minutes jouées · MJ : Nombre de matchs joués · MT : Matchs joués en tant que titulaire · : but · : passe décisive · : joueur entré · : joueur remplacé · : capitaine · : carton jaune · : carton rouge · | 17 | -  | 90 | 44 | 151         | -              | -  | 3  | 1       |
| Cheikhou Kouyaté     | Abréviations et symboles : · TT : Total de minutes jouées · MJ : Nombre de matchs joués · MT : Matchs joués en tant que titulaire · : but · : passe décisive · : joueur entré · : joueur remplacé · : capitaine · : carton jaune · : carton rouge · | 73 | -  | -  | -  | 73          | -              | -  | 1  | 1       |
| Nampalys Mendy       | Abréviations et symboles : · TT : Total de minutes jouées · MJ : Nombre de matchs joués · MT : Matchs joués en tant que titulaire · : but · : passe décisive · : joueur entré · : joueur remplacé · : capitaine · : carton jaune · : carton rouge · | 90 | 78 | 16 | 90 | 274         | -              | -  | 4  | 3       |
| Mamadou Loum N'Diaye | Abréviations et symboles : · TT : Total de minutes jouées · MJ : Nombre de matchs joués · MT : Matchs joués en tant que titulaire · : but · : passe décisive · : joueur entré · : joueur remplacé · : capitaine · : carton jaune · : carton rouge · | -  | -  | -  | -  | -           | -              | -  | -  | -       |
| Moustapha Name       | Abréviations et symboles : · TT : Total de minutes jouées · MJ : Nombre de matchs joués · MT : Matchs joués en tant que titulaire · : but · : passe décisive · : joueur entré · : joueur remplacé · : capitaine · : carton jaune · : carton rouge · | -  | -  | -  | -  | -           | -              | -  | -  | -       |
| Pape Matar Sarr      | Abréviations et symboles : · TT : Total de minutes jouées · MJ : Nombre de matchs joués · MT : Matchs joués en tant que titulaire · : but · : passe décisive · : joueur entré · : joueur remplacé · : capitaine · : carton jaune · : carton rouge · | -  | 12 | -  | 44 | 56          | -              | -  | 2  | -       |
| Attaquants           | Abréviations et symboles : · TT : Total de minutes jouées · MJ : Nombre de matchs joués · MT : Matchs joués en tant que titulaire · : but · : passe décisive · : joueur entré · : joueur remplacé · : capitaine · : carton jaune · : carton rouge · |    |    |    |    |             |                |    |    |         |
| Boulaye Dia          | Abréviations et symboles : · TT : Total de minutes jouées · MJ : Nombre de matchs joués · MT : Matchs joués en tant que titulaire · : but · : passe décisive · : joueur entré · : joueur remplacé · : capitaine · : carton jaune · : carton rouge · | 69 | 90 | 90 | 72 | 321         | 1              | -  | 4  | 4       |
| Famara Diédhiou      | Abréviations et symboles : · TT : Total de minutes jouées · MJ : Nombre de matchs joués · MT : Matchs joués en tant que titulaire · : but · : passe décisive · : joueur entré · : joueur remplacé · : capitaine · : carton jaune · : carton rouge · | -  | 74 | -  | 18 | 92          | 1              | -  | 2  | 1       |
| Bamba Dieng          | Abréviations et symboles : · TT : Total de minutes jouées · MJ : Nombre de matchs joués · MT : Matchs joués en tant que titulaire · : but · : passe décisive · : joueur entré · : joueur remplacé · : capitaine · : carton jaune · : carton rouge · | 21 | 16 | 16 | 44 | 97          | 1              | -  | 4  | -       |
| Nicolas Jackson      | Abréviations et symboles : · TT : Total de minutes jouées · MJ : Nombre de matchs joués · MT : Matchs joués en tant que titulaire · : but · : passe décisive · : joueur entré · : joueur remplacé · : capitaine · : carton jaune · : carton rouge · | 16 | -  | -  | -  | 16          | -              | -  | 1  | -       |
| Iliman Ndiaye        | Abréviations et symboles : · TT : Total de minutes jouées · MJ : Nombre de matchs joués · MT : Matchs joués en tant que titulaire · : but · : passe décisive · : joueur entré · : joueur remplacé · : capitaine · : carton jaune · : carton rouge · | -  | 16 | 74 | 46 | 136         | -              | 1  | 3  | 2       |
| Ismaïla Sarr         | Abréviations et symboles : · TT : Total de minutes jouées · MJ : Nombre de matchs joués · MT : Matchs joués en tant que titulaire · : but · : passe décisive · : joueur entré · : joueur remplacé · : capitaine · : carton jaune · : carton rouge · | 90 | 74 | 90 | 90 | 344         | 1              | -  | 4  | 4       |
| Total                | Abréviations et symboles : · TT : Total de minutes jouées · MJ : Nombre de matchs joués · MT : Matchs joués en tant que titulaire · : but · : passe décisive · : joueur entré · : joueur remplacé · : capitaine · : carton jaune · : carton rouge · |    |    |    |    |             |                |    |    |         |
| Équipe du Sénégal    | Abréviations et symboles : · TT : Total de minutes jouées · MJ : Nombre de matchs joués · MT : Matchs joués en tant que titulaire · : but · : passe décisive · : joueur entré · : joueur remplacé · : capitaine · : carton jaune · : carton rouge · | 90 | 90 | 90 | 90 | 360         | 5              | 2  | 4  | -       |

| Buts | Joueurs           | Adversaires |
| ---- | ----------------- | ----------- |
| 1    | Boulaye Dia       | Qatar       |
| 1    | Famara Diédhiou   | Qatar       |
| 1    | Bamba Dieng       | Qatar       |
| 1    | Kalidou Koulibaly | Équateur    |
| 1    | Ismaïla Sarr      | Équateur    |

| Passes | Joueurs       | Adversaires |
| ------ | ------------- | ----------- |
| 1      | Ismail Jakobs | Qatar       |
| 1      | Iliman Ndiaye | Qatar       |

## Image et soutien

### Maillots
La FSF a signé en 2018 un contrat de cinq ans avec l'équipementier allemand Puma. Ce contrat rapporte 1 080 750 000 Francs CFA en trois tranches, la fédération touche également 10% des ventes.
L'équipementier dévoile le maillot domicile le 31 mai 2022 : il est blanc, avec une bande reprenant les couleurs du drapeau (vert, jaune, rouge, avec une étoile verte au centre) sur la poitrine. Les trois couleurs sont également présentes au niveau du col et au bout des manches.
Le maillot extérieur est présenté plus tard, le 29 août, en même temps que ceux des autres sélections équipées par Puma. Il est vert avec une bande rouge contenant le drapeau et le logo de la fédération sur la poitrine.